# El Tigre: Die Abenteuer des Manny Rivera
El Tigre: Die Abenteuer des Manny Rivera ist eine US-amerikanische Zeichentrickserie aus dem Jahr 2007 und wurde von den Nickelodeon Animation Studios und Mexopolis produziert. Es ist die erste Serie von Nickelodeon, die mit Adobe Flash produziert wurde. Die Erstausstrahlung in den USA erfolgte ab 3. März 2007 auf Nickelodeon.
In Deutschland begann die Erstausstrahlung am 16. September 2013, sechs Jahre nach der Ausstrahlung in den USA, auf Nicktoons Deutschland.

## Inhalt
Die Serie spielt in der fiktiven, mit Verbrechern heimgesuchten, mexikanischen Metropole Miracle City und folgt den Abenteuern von Manny Rivera, ein 13-jähriger Junge mit Superkräften, der versucht, sich zwischen dem „Guten“ und dem „Bösen“ zu entscheiden. Sein Vater, ein Superheld bekannt als White Pantera, möchte ihn „gut“ erziehen, damit er das „Böse“ bekämpft, doch Mannys Großvater, ein Superschurke bekannt als Puma Loco, denkt er sollte auf die dunkle Seite kommen.

## Figuren
Manny Rivera / El TigreSein voller Name lautet Manuel Pablo Gutierrez O’Brian Equahia Rivera. Er ist ein 13-jähriger Junge der, abgesehen von einer Narbe über dem linken Auge, nicht anders als jeder andere Junge in seinem Alter ist. Aber der Schein trügt, denn Manny ist der Sohn des legendären Helden White Pantera und Enkel des bösen Superschurken Puma Loco und er selbst ist El Tigre. Manny ist freundlich, aber er weiß noch nicht, ob er ein Held oder ein Schurke ist. Er möchte gut sein, wie sein Vater, aber kann manchmal auch nicht widerstehen böse zu sein, wie sein Großvater Rivera. Wenn Manny seine mystische Gürtelschnalle dreht, verwandelt er sich in den mächtigen Superheld El Tigre. Sein Superhelden Name übersetzt aus dem Spanischen ins Deutsche bedeutet „Der Tiger“ und bezieht sich auf sein tigerartiges Kostüm und die Klauen. Seine Superkräfte sind einziehbare Krallen, mit denen er durch alles schneiden und schießen kann, er kann weit springen und in der Folge „Die Flucht aus der Gruft“ erlangte er die Kraft, einen Tigergeist zu beschwören und erschuf ein großes, grünes tiger-förmiges Energiefeld, das seine Bewegungen nachahmt.
Frida SuárezSie ist ein 13-jähriges spanisches Mädchen und die jüngste von drei Töchtern des Polizeichefs Emiliano Suárez und der Richterin Carmela Suárez. Frida ist Mannys beste Freundin und die beiden hängen zusammen fast die ganze Zeit ab. Sie hat nicht immer einen guten Einfluss auf Manny, denn die beiden machen zusammen oft Unfug. Sie hat keine Superkräfte, aber ist immer dabei wenn Manny gegen das Verbrechen kämpft. Ihr Vater ist sehr besorgt um sie, denn er denkt, dass es gefährlich für sie ist, wenn Manny in El Tigre verwandelt ist. Ihre beiden Zwillingsschwestern Nikita und Anita sind im Gegensatz zu ihr ganz anders. Ihre Kleidung trägt sie im Gothic / Punk-Stil und sie hat komplett blaue Haare und geht nie ohne ihre rote Brille raus. Außerdem ist sie in einer Band namens „The Atomic Sombreros“.
Rodolfo Rivera / White PanteraEr ist Mannys Vater und der Sohn von Puma Loco. Er ist ein Superheld und nennt sich White Pantera, aber ist zum Teil schon im Ruhestand. Sein Wunsch ist es, dass sein Sohn sich endgültig für das „Gute“ entscheidet und das „Böse“ bekämpft. Seine Kräfte sind seine bronze Stiefel der Wahrheit, die ihm übermenschliche Schnelligkeit und Stärke verleihen. Außerdem bringen die Stiefel jeden, der sie berührt, dazu die Wahrheit zu sagen.
Grandpapi / Puma LocoEr ist der Großvater von Manny und der Vater von Rodolfo. Er ist ein Superschurke und sein Name „Puma Loco“ bedeutet „Verrückter Puma“. Im Gegensatz zu seinem Sohn möchte er, dass Manny auf die dunkle Seite überläuft. Seine Familie geht ihm über alles, sogar über seine Superschurken Pläne. Seine Quelle der Macht ist sein goldener Sombrero des Chaos, welcher sich in ein Roboter-Anzug verwandeln kann und verschiedene Gadgets und Waffen wie Klauen und einen riesigen Bohrer verfügt.

## Synchronisation
| Rolle                          | Originalsprecher | deutsche Sprecher |
| ------------------------------ | ---------------- | ----------------- |
| Manny Rivera / El Tigre        | Alanna Ubach     | Tanja Dohse       |
| Frida Suárez                   | Grey DeLisle     | Mia Diekow        |
| Rodolfo Rivera / White Pantera | Eric Bauza       | Robert Missler    |
| Grandpapi / Puma Loco          | Carlos Alazraqui | Jens Wendland     |
| Maria Rivera / Plata Peligrosa | April Stewart    | Christine Pappert |

## Episodenliste

### Staffel 1
| Nummer (gesamt) | Nummer (Staffel) | Deutscher Titel                           | Originaltitel                    | Erstausstrahlung (Nickelodeon USA) | Erstausstrahlung (Nicktoons Deutschland) |
| 01              | 01               | Eine heldenhafte Sohle                    | Sole Of A Hero                   | 19. Februar 2007                   | 16. September 2013                       |
| 01              | 02               | Die Nacht der lebenden Guacamole          | Night Of The Living Guacamole    | 19. Februar 2007                   | 16. September 2013                       |
| 02              | 03               | Die schwarze Krähe                        | Enter The Cuervo                 | 3. März 2007                       | 17. September 2013                       |
| 02              | 04               | Für eine Handvoll Kröten                  | A Fistful Of Collars             | 3. März 2007                       | 17. September 2013                       |
| 03              | 05               | Der Zebraesel                             | Zebra Donkey                     | 17. März 2007                      | 18. September 2013                       |
| 03              | 06               | Adios Amigos                              | Adios Amigos                     | 17. März 2007                      | 18. September 2013                       |
| 04              | 07               | Das Betrügertor                           | Fool’s Goal                      | 10. März 2007                      | 19. September 2013                       |
| 04              | 08               | El Tigre ist der Boss                     | El Tigre, El Jefe                | 10. März 2007                      | 19. September 2013                       |
| 05              | 09               | Die Mutter aller Tigres                   | The Mother Of All Tigres         | 7. April 2007                      | 20. September 2013                       |
| 05              | 10               | Das Gruftigeld                            | Old Money                        | 7. April 2007                      | 20. September 2013                       |
| 06              | 11               | Manny, der Zuspätkommer                   | The Late Manny Rivera            | 21. April 2007                     | 23. September 2013                       |
| 06              | 12               | Die Party Monster                         | Party Monsters                   | 21. April 2007                     | 23. September 2013                       |
| 07              | 13               | Das Schnurrbartkind                       | Mustache Kid                     | 5. Mai 2007                        | 24. September 2013                       |
| 07              | 14               | Der gute Puma Loca                        | Puma Licito                      | 5. Mai 2007                        | 24. September 2013                       |
| 08              | 15               | Die Sozialarbeiterin                      | Miracle City Worker              | 12. Mai 2007                       | 25. September 2013                       |
| 08              | 16               | Der Tag der Bösewichte                    | Dia De Los Malos                 | 12. Mai 2007                       | 25. September 2013                       |
| 09              | 17               | Der feige Pantera                         | Yellow Pantera                   | 16. Juni 2007                      | 26. September 2013                       |
| 09              | 18               | Der aufstrebende Sohn                     | Rising Son                       | 16. Juni 2007                      | 26. September 2013                       |
| 10              | 19               | Der Fluch des Albino Burrito              | Curse Of The Albino Burrito      | 21. September 2007                 | 27. September 2013                       |
| 10              | 20               | La Tigresa                                | La Tigressa                      | 21. September 2007                 | 27. September 2013                       |
| 11              | 21               | Der Kampf des Titanen                     | Clash Of The Titan               | 12. Oktober 2007                   | 30. September 2013                       |
| 11              | 22               | Das Augen Rambazamba                      | Eye Caramba                      | 12. Oktober 2007                   | 30. September 2013                       |
| 12              | 23               | Miracle City Undercover                   | Miracle City Undercover          | 5. Oktober 2007                    | 1. Oktober 2013                          |
| 12              | 24               | Die Braut des Puma Loco                   | The Bride Of Puma Loco           | 5. Oktober 2007                    | 1. Oktober 2013                          |
| 13              | 25               | Die Ballade von Frida Suarez              | The Ballad Of Frida Suarez       | 28. September 2007                 | 2. Oktober 2013                          |
| 13              | 26               | Die Vollgasverrückten                     | Fool Speed Ahead                 | 28. September 2007                 | 2. Oktober 2013                          |
| 14              | 27               | Die Flucht aus der Gruft                  | The Grave Escape                 | 19. Oktober 2007                   | 3. Oktober 2013                          |
| 15              | 28               | Burritos kleiner Helfer                   | Burrito’s Little Helper          | 2. November 2007                   | 4. Oktober 2013                          |
| 15              | 29               | El Tigre gegen den versteckten Drachen    | Crouching Tigre, Hidden Dragon   | 2. November 2007                   | 4. Oktober 2013                          |
| 16              | 30               | Kaktus Kid                                | The Cactus Kid                   | 9. November 2007                   | 7. Oktober 2013                          |
| 16              | 31               | Mamas Handschuh                           | A Mother’s Glove                 | 9. November 2007                   | 7. Oktober 2013                          |
| 17              | 32               | Die Guten, die Bösen und El Tigre         | The Good, The Bad And The Tigre  | 25. Januar 2008                    | 9. Oktober 2013                          |
| 18              | 33               | Für eine Handvoll Kleingeld               | A Fistful Of Nickels             | 16. Juni 2008                      | 10. Oktober 2013                         |
| 18              | 34               | Tiere allein zu Haus                      | Animales                         | 16. Juni 2008                      | 10. Oktober 2013                         |
| 19              | 35               | El Tigre und Cuerva auf ewig              | Tigre + Cuervo Forever           | 17. Juni 2008                      | 11. Oktober 2013                         |
| 19              | 36               | Das Ding das Fridas Gehirn gegessen hat   | The Thing That Ate Frida’s Brain | 17. Juni 2008                      | 11. Oktober 2013                         |
| 20              | 37               | Die dämliche Dienstmarke                  | Stinking Badges                  | 18. Juni 2008                      | 14. Oktober 2013                         |
| 20              | 38               | Robo-Daddy                                | Mech Daddy                       | 18. Juni 2008                      | 14. Oktober 2013                         |
| 21              | 39               | Die Rückkehr von Plata Peligrosa          | The Return Of Plata Peligrosa    | 19. Juni 2008                      | 15. Oktober 2013                         |
| 21              | 40               | Chupacabra                                | Chupacabros!                     | 19. Juni 2008                      | 15. Oktober 2013                         |
| 22              | 41               | Der falsche Tanzpartner                   | Wrong And Dance                  | 20. Juni 2008                      | 8. Oktober 2013                          |
| 22              | 42               | Kampf um die Liebe                        | Love And War                     | 20. Juni 2008                      | 8. Oktober 2013                          |
| 23              | 43               | Oso Solo Mio                              | Oso Sole Mio                     | 7. August 2008                     | 16. Oktober 2013                         |
| 23              | 44               | Silberwolf                                | Silver Wolf                      | 7. August 2008                     | 16. Oktober 2013                         |
| 24              | 45               | Das Cuervo-Projekt                        | The Cuervo Project               | 8. August 2008                     | 17. Oktober 2013                         |
| 24              | 46               | Die Goldadler-Zwillinge                   | The Golden Eagle Twins           | 8. August 2008                     | 17. Oktober 2013                         |
| 25              | 47               | Vatertag                                  | Dia De Los Padres                | 13. September 2008                 | 18. Oktober 2013                         |
| 25              | 48               | Schnurrbartliebe                          | Mustache Love                    | 13. September 2008                 | 18. Oktober 2013                         |
| 26              | 49               | Zurück zur Schule                         | Back To Escuela                  | 13. September 2008                 | 21. Oktober 2013                         |
| 26              | 50               | Schluss mit Stiefel, Gürtel und Sombreros | No Boots, No Belt, No Brero      | 13. September 2008                 | 21. Oktober 2013                         |

## Belege
1. ↑  El Tigre: The Adventures of Manny Rivera. In: Deutsche Synchronkartei. Abgerufen am 20. September 2013.